# Hans-Otto Wilhelm

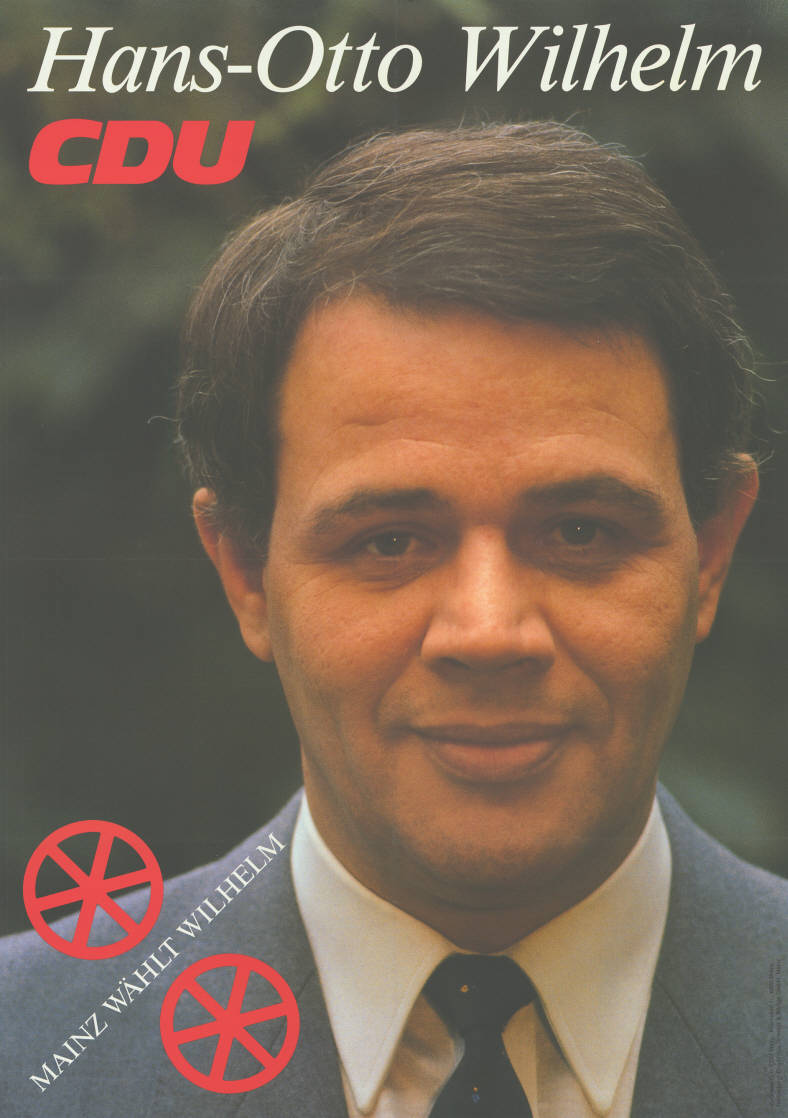
Kandidatenplakat zur Landtagswahl in Rheinland-Pfalz 1987

Hans-Otto Wilhelm (* 5. Juni 1940 in Mainz; † 19. Juli 2019 ebenda) war ein deutscher Politiker der CDU.

## Leben
Nach einer Ausbildung bei einem Träger der Sozialversicherung und einer Tätigkeit beim ZDF wurde Hans-Otto Wilhelm CDU-Mitglied und Stadtratsmitglied in Mainz. Von 1974 bis 1994 gehörte Wilhelm dem Landtag Rheinland-Pfalz an. Bis 1987 stand er an der Spitze der Landtagsfraktion, ehe er 1987 von Ministerpräsident Bernhard Vogel zum Umwelt- und Gesundheitsminister berufen wurde.
Auf dem Landesparteitag am 11. November 1988 in Koblenz kam es zu einem heftigen innerparteilichen Streit in der rheinland-pfälzischen CDU. Hans-Otto Wilhelm setzte sich in einer Kampfabstimmung bei der Wahl zum Landesvorsitzenden gegen Amtsinhaber Bernhard Vogel mit 258:189 Delegiertenstimmen durch. Vogel legte infolgedessen auch das Amt des Ministerpräsidenten nieder. Nachfolger als Ministerpräsident wurde Carl-Ludwig Wagner, der später bei der Landtagswahl 1991 dem SPD-Kandidaten Rudolf Scharping unterlag.
1994 wurde Hans-Otto Wilhelm im Bundestagswahlkreis Mainz direkt in den Deutschen Bundestag gewählt, dem er bis 2002 angehörte. Im Zuge der verlorenen Bundestagswahl 1998 verlor Wilhelm sein Direktmandat an den vier Jahre zuvor unterlegenen sozialdemokratischen Juraprofessor Eckhart Pick und zog über einen Listenplatz in den Bundestag ein. 2002 verzichtete der 62-jährige Wilhelm aus Altersgründen auf eine erneute Kandidatur.
Hans-Otto Wilhelm starb im Juli 2019 im Alter von 79 Jahren.

## Auszeichnung
Wilhelm wurde 1987 mit dem Bundesverdienstkreuz 1. Klasse ausgezeichnet.

## Kabinette
- Kabinett Vogel IV